# Sokólka (district)
Sokólka (powiat sokólski) is een Pools district (powiat) in de woiwodschap Podlachië. Het district heeft een oppervlakte van 2054,42 km2 en telt 70.060 inwoners (2014).